# Ait Irane
Ne doit pas être confondu avec Ait Iraten.
"Aït Irane" , qui signifie "Les crêtes" , est un village de Grande Kabylie, situé dans la commune d'Ait Bouaddou en Algérie.

## Géographie
Il occupe une colline qui culmine à 1086 m d'altitude. C'est le plus petit village de la commune avec une  population estimée à 1 300 personnes.
Le village d'Ait Irane se trouve à environ 13 km de la ville des Ouadhias en passant par Tizi N'Tleta, soit à environ 40 min de route.

### Climat
Le village de Ait Irane bénéficie d'un climat tempéré chaud. Ait Irane affiche une température annuelle moyenne de 15,4 °C.
Le mois le plus chaud de l'année est celui de juillet avec une température moyenne de 26,2 °C. Au mois de janvier, la température moyenne est de 5,0 °C.
Chaque année, les précipitations sont en moyenne de 1 050 mm.
Les précipitations moyennes les plus faibles sont enregistrées en juillet avec 4 mm seulement. Le mois de janvier, avec une moyenne de 149 mm, affiche les précipitations les plus importantes.
La différence de précipitations entre le mois le plus sec et le mois le plus humide est de 145 mm. La température moyenne au cours de l'année varie de 19,2 °C.

### Géolocalisation
Le village d'Aït Irane se situe au sud-est de la commune d'Aït Bouaddou.
| Ait Mallem , Takherradjit et Tamkarbout | Aït Khelfa , Azaghar commune Agouni Gueghrane et Ouadhia centre                 | Iazunen et Aït El Kaïd                |
| Ait Djemaa                              | Aït Irane                                                                       | Aït Ergane (Commune Agouni Gueghrane) |
| Ait Djemaa et Aït Ouel Hadj             | Parc national du Djurdjura, Montagne de Djurdjura et le village d'Aït Ouel Hadj | Montagne de Djurdjura et Aït Ergane   |

La commune d'Aït Bouaddou se situe au sud-ouest de la daïra des Ouadhias.
| Mechtras    | Tizi N'Tleta                                            | Ouadhia          |
| Assi Youcef | Aït Bouaddou                                            | Agouni Gueghrane |
| Assi Youcef | Parc national du Djurdjura et Haïzer (wilaya de Bouira) | Agouni Gueghrane |

### Villages d'Aït Bouaddou
La commune d'Aït Bouaddou est composée de neuf villages :
- Aït Amar
- Aït Djemaa, chef-lieu de la commune
- Ait Irane, à 1 086 m d'altitude.
- Aït Ouel Hadj
- Aït Maalem
- Ibadissen

## Histoire

### Invasion française
Le capitaine du génie Péchot, chef du bureau arabe subdivisionnaire d'Alger (1), reçut la mission de parcourir les tribus pour contrebalancer le mauvais effet. Le bureau arabe subdivisionnaire d'Alger avait été créé par décision ministérielle du 22 mars 1849. Le territoire de la subdivision comprenait, d'après l'organisation du 16 avril 1849 : 1° le cercle d'Alger, composé du Sahel d'Alger, du bach aghalik de Sebaou, des agaliks des Khachena et des Flissa et des tribus insoumises de la Kabylie ; 2° le cercle de Dellys, composé de la banlieue de Dellys, des caïdals des Beni-Tour, Beni-Slyim, Sebaou-El-Kodim, Isser-Drœu, Isser-El-Djediane et Isser-Oulad-Smir. 
Si Ahmed Taïeb ben Salem, khalifa d'Abd el Kader, était fixé aux Beni-bou-Addou, sur le versant nord du Djurdjura ; il avait auprès de lui les débris de ses réguliers et un groupe de cavaliers arabes qui avaient suivi sa fortune et dont les rangs s'éclaircissaient de jour en jour, par suite des désertions qu'âmenait le manque de ressources; aussi ne demandait-il qu'une occasion de se mettre en campagne, pour conquérir du butin.
Le lieutenant-colonel Bourbaki enleva d'abord le petit village de Tassoukit, puis il attaqua Ir'il-Imoula qui se défendit vigoureusement, mais ne put résister longtemps à l'élan des troupes françaises. Le cherif prit la fuite vers la plaine des Guechtoula, pour gagner le Djurdjura; les chasseurs se mirent à sa poursuite et le poussèrent vivement pendant cinq ou six kilomètres, jusqu'au pied des villages des Beni-bou-Addou, secondés par un goum, qui était campé près des Mcchtras. Bou Bar'la parvint à s'échapper, mais cette fuite honteuse fit tomber pour longtemps son prestige aux yeux des Kabyles. Il essaya encore, dans les Beni-Sedka et les Zouaoua, de recruter des contingents pour nous disputer le terrain, mais il n'eut aucun succès et ne reparut plus jusqu'à la fin des opérations. 
Le 27 février 1847, soumission de si Ahmed Taïeb ben Salem, à Aumale ; elle est suivie de celle de Bel Kassem ou Kassi. Ce dernier est nommé bach-aghadu Sebaou ; Ben Salem est autorisé à aller se fixer à la Mecque, et son frère, Aomar ben Salem, est nommé bach-agha des Beni-Djaad et de l'oued Sahel. 

### Pendant la guerre d'Algérie
Le village d’Aït Irane comptait officiellement à la veille du déclenchement de la guerre de libération nationale 140 habitants. À l’indépendance de l’Algérie, son martyrologe a compté 24 martyrs officiellement.
- Bombardement en avril 1955 un jour de pluie
- Considéré comme un des fiefs de la résistance, l'armée française opère la déportation de tous les survivants restés au village le lundi 22 avril 1957
- Beaucoup ont été obligés d'émigrer ailleurs en attendant la fin de la guerre

### Depuis l'indépendance
Ce village a été oublié pendant très longtemps.
Ce village a dû se débrouiller seul pour tous travaux de nature publique ou privée et beaucoup de personnes ont dû vivre très en dessous du seuil de pauvreté et l'entraide fut nécessaire entre les villageois et l'aide des personnes ayant trouvé du travail surtout à l'étranger pour passer cette période très dure du village.
Le réseau électrique a été raccordé au village en 1988.
C'est donc 50 ans de vie à la dure pour ce village qui fait de la zone rouge de la guerre et le rappelle-t-on considéré par l'armée française comme un des fiefs de la résistance.

### De 2013 à nos jours
Ce n'est qu'en 2013 que, accompagné des directeurs des travaux publics (DTP), des mines et de l’industrie (DMI) et du représentant de la direction du logement et des équipements publics (DLEP), le président de l’APW de Tizi-Ouzou, M. Haroun Hocine a, à l’occasion de sa première sortie officielle sur le terrain, effectué la première visite par un représentant de l'État.
Depuis l'aide n'a pas tardé, l'approvisionnement en eau a été raccordé au réseau issu du barrage d'eau de Bouira en juin 2013.

## Personnalités
- El Djouher Bouarrav : Femme courageuse, elle a été aux côtés des maquisards pendant la guerre d'Algérie.
- Son fils a été assassiné à l'âge de 15 ans par des Harkis.
- Son frère Rabah Bouarrav  était officier de l'aln; premier novembriste.